# 비봉초등학교 (충북)
비봉초등학교는 대한민국 충청북도 청주시에 있는 공립 초등학교이다.

## 학교 연혁
- 2006. 09. 01 비봉초등학교 개교 (13학급 426명)
- 2007. 03. 01 충청북도교육청지정 외국어교육 시범학교 운영
- 2009. 03. 01 충청북도교육청지정 방과후학교 시범학교 운영
- 2010. 03. 01 충청북도교육청지정 창의인성 선도학교 운영
- 2012. 03. 01 충청북도교육청지정 과학중점 시범학교 운영
- 2013. 09. 01 제4대 최종덕 학교장 취임
- 2014. 02. 14 제8회 211명 졸업 (총 졸업생수 1,257명)
- 2014. 03. 01 충청북도교육청지정 기초과학 시험학교 운영
- 2014. 03. 01 40학급 편성·운영 (일반학급 39, 특수학급 1), 학생 수 1,199명
- 2014. 04. 제43회 충북소년체육대회 농구부 우승
- 2014. 04. 제43회 충북소년체육대회 육상 800m 여초 1위, 포환 여초 1위
- 2014. 05. 제6회 어린이 안전생활 실천 그리기대회(상상화부) 대상
- 2014. 09. 제60회 전국과학전람회 교원작 국무총리, 학생작 특상(2명) 수상
- 2014. 10. 제15회 청주컴퓨터꿈나무축제(컴퓨터디자인, 홈페이지 부문) 금상
- 2014. 10. 2014 High English 초등영어잔치 전 부문 금상
- 2014. 11. 제37회 교육감배 학생수영대회 여초 100m(6학년) 배영 1위
- 2014. 11. 2014 전국학교스포츠클럽대회 줄넘기 여초 종합우승
- 2014. 11. 제41회 교육감기농구대회 우승
- 2014. 11. 제5회 인권백일장 및 독후감 공모전(글짓기 부문) 대상
- 2014. 12. 2014 전국청소년과학탐구반(YSC) 발표대회 STS부문 은상
- 2014. 12. 교육기부 우수기관 인증패(충청북도 교육감 표창)
- 2015. 02. 교원능력개발평가운영 충청북도 교육감 표창
- 2020. 03 변준서 주제원 때문에 중국감

## 참고 자료
- 비봉초등학교 - 한국교육학술정보원 학교알리미